# Биолошки факултет Универзитета у Варшави
Биолошки факултет Универзитета у Варшави, (оригинални назив на пољском језику: Wydział Biologii Uniwersytetu Warszawskiego, скраћено (WB UW)) је један од факултета Универзитета у Варшави.

## Историјат факултета
Факултет је основан 1969. године као резултат реорганизације Биолошког и Факултета наука о Земљи, који је постојао од 1951. године.

## Образовни смерови
Доступна упутства:
Биологија (први и други циклус студија)
Биотехнологија (1. и 2. циклус студија)
Заштита животне средине (1. и 2. циклус студија)

## Организациона структура факултета
Институт за биохемију
Директор: dr hab. Anna Szakiel
- Катедра за биохемију биљака
- Катедра за молекуларну биологију
- Катедра за регулацију метаболизма

Институт за експерименталну биологију и биотехнологију биљака
Директор: prof. dr hab. Paweł Sowiński
- Катедра за анатомију и цитологију биљака
- Катедра за биоенергетику биљака
- Катедра за молекуларне основе хомеостазе метала у биљкама
- Катедра за молекуларну екофизиологију биљака
- Катедра за системску биологију
- Лабораторија Фитотронова

Институт за еволуциону биологију
Директор: dr hab. Rafał Milanowski
- Биологија еукариотских микроорганизама
- Филогенија и еволуција биљака
- Лабораторија за структурну биоинформатику
- Мицологи
- Палеобиологија
- PARADIVE

Институт за функционалну биологију и екологију
Директор: dr hab. Paweł Majewski
- Катедра за хидробиологију
- Катедра за екологију
- Катедра за физиологију животиња
- Катедра за паразитологију
- Катедра за имунологију

Институт за развојну биологију и биомедицинске науке
Директор: prof. dr hab. Maria Anna Ciemerych-Litwinienko
- Катедра за цитологију
- Катедра за ембриологију
- Катедра за еко-епидемиологију паразитских болести
- Истраживачка група за ћелијску неуробиологију

Институт за биологију животне средине
Директор: prof. dr hab. Małgorzata Suska–Malawska
- Катедра за екологију и заштиту животне средине
- Катедра за екотоксикологију
- Катедра за молекуларну физиологију биљака

Институт за генетику и биотехнологију
Институт за микробиологију
Директор: prof. dr hab. Łukasz Dziewit
- Катедра за физиологију бактерија
- Катедра за генетику бактерија
- Катедра за геомикробиологију
- Катедра за микробиологију и биотехнологију животне средине
- Катедра за медицинску микробиологију
- Катедра за молекуларну микробиологију
- Катедра за молекуларну вирусологију